# 小行星9767
小行星9767（英語：9767 Midsomer Norton）是一颗围绕太阳公转的小行星。1992年3月10日，D. I. Steel在赛丁泉山发现了此天体。
这颗小行星的绝对星等为231.11737等。小行星9767以英國索美塞特郡的小鎮米德桑麻諾頓命名。